# إدارة الأمم المتحدة للشؤون الاقتصادية والاجتماعية

شعار الأمم المتحدة.

إدارة الأمم المتحدة للشؤون الاقتصادية والاجتماعية (UN DESA) (بالإنجليزية:United Nations Department of Economic and Social Affairs)، جزء من الأمانة العامة للأمم المتحدة ومسؤولة عن متابعة مؤتمرات القمة والمؤتمرات الرئيسية للأمم المتحدة، فضلًا عن الخدمات المقدمة إلى المجلس الاقتصادي والاجتماعي التابع للأمم المتحدة واللجنتين الثانية والثالثة للجمعية العامة للأمم المتحدة. تساعد إدارة الأمم المتحدة للشؤون الاقتصادية والاجتماعية البلدان في جميع أنحاء العالم على وضع الأجندات واتخاذ القرارات بهدف مواجهة التحديات الاقتصادية والاجتماعية والبيئية. تدعم أيضًا التعاون الدولي لتعزيز التنمية المستدامة الشاملة، بحيث يكون أساسه خطة التنمية المستدامة لعام 2030 وأهداف التنمية المستدامة السبعة عشر، على النحو الذي اعتمدته الجمعية العامة للأمم المتحدة في 25 سبتمبر 2015.
تعكس إدارة الأمم المتحدة للشؤون الاقتصادية والاجتماعية الالتزامات العالمية في المجالات الاقتصادية والاجتماعية والبيئية من خلال سياسات وإجراءات وطنية فعالة، كما تواصل لعب دور رئيسي في رصد التقدم المحرز نحو الاتفاق الدولي، عن طريق توفير مجموعة واسعة من المنتجات التحليلية، والمشورة بشأن السياسات، والمساعدة التقنية. تعدّ أيضًا عضوًا في مجموعة الأمم المتحدة الإنمائية.

## خلفية
تعدّ إدارة الأمم المتحدة للشؤون الاقتصادية والاجتماعية جزءًا من الأمانة العامة للأمم المتحدة، والتي تحصل على تمويلها من المساهمات المقررة المنتظمة للدول الأعضاء. أعيد تنظيم القسم في شكله الحالي في عام 1997. يرأس ليو زينمين الإدارة، ويشغل منصب وكيل الأمين العام للشؤون الاقتصادية والاجتماعية، بعد تعيينه في هذا المنصب من قبل الأمين العام أنطونيو غوتيريس في 26 يوليو 2017. يقدم السيد ليو المشورة للأمين العام بشأن الركائز الثلاث للتنمية المستدامة، الاجتماعية والاقتصادية والبيئية، ويرعى الشراكات الرئيسية مع الحكومات ووكالات الأمم المتحدة ومنظمات المجتمع المدني، بما في ذلك أهداف التنمية المستدامة. يدعم كل من الأمين العام المساعد للتنمية الاقتصادية والأمين العام المساعد لتنسيق السياسات والشؤون المشتركة بين الوكالات وكيل الأمين العام في توجيه إدارة الأمم للشؤون الاقتصادية والاجتماعية.

## مهمتها
تتمثل مهمة إدارة الأمم المتحدة للشؤون الاقتصادية والاجتماعية في تعزيز التنمية المستدامة الشاملة، مع التركيز على الفئات الأكثر ضعفًا. يعكس ذلك الاهتمام الأساسي بالعدالة والمساواة في البلدان الكبيرة والصغيرة، والمتقدمة والنامية. يؤكد على حاجة جميع أصحاب المصلحة- الحكومات والأمم المتحدة والمنظمات الدولية الأخرى والمجتمع المدني والقطاع الخاص- إلى القيام بدورهم لتحسين الرفاه الاقتصادي والاجتماعي. يميز هذا التأكيد على المشاركة العادلة لجميع الشعوب والأمم، الأمم المتحدة ويضفي الشرعية العالمية على جدول أعمال التنمية.

## التقارير
تعدّ إدارة الأمم المتحدة للشؤون الاقتصادية والاجتماعية «المبتكر» الرئيسي لإدارة الأمانة العامة للأمم المتحدة، وتصدر الإدارة مجموعة من المنشورات الرئيسية والتقارير الحكومية الدولية الرئيسية، والتي تعتبر ضرورية لمفاوضات الأمم المتحدة وقرارات السياسة العالمية. تُوزع المنشورات في شكل مطبوع وإلكتروني في جميع أنحاء العالم.

## المجتمع المدني
تضم إدارة الأمم المتحدة للشؤون الاقتصادية والاجتماعية عدد من الوحدات التي تعمل مع المجتمع المدني والجهات الفاعلة غير الحكومية. يمثل فرع المنظمات غير الحكومية التابع لمكتب دعم وتنسيق المجلس الاقتصادي والاجتماعي جهة التنسيق للمنظمات غير الحكومية ذات المركز الاستشاري لدى المجلس الاقتصادي والاجتماعي، ويعمل نيابة عن الحكومة لتقديم الدعم للجنة التي تقوم بالتقييم. تخدم إدارة الأمم المتحدة للشؤون الاقتصادية والاجتماعية حوالي 4700 منظمة غير حكومية ذات مركز استشاري لدى المجلس الاقتصادي والاجتماعي، وجميع المنظمات غير الحكومية الأخرى التي تسعى للعمل مع الأمم المتحدة. يشارك حوالي 9000 من ممثلي المنظمات غير الحكومية كل عام في تلك المناسبات في مدينة نيويورك وحدها.